# The Legendary Tai Fei
Pour plus de détails, voir Fiche technique et Distribution.
The Legendary Tai Fei (古惑仔激情篇洪興大飛哥, Goo waak zai: Hung Hing Dai Fai Gor) est un film d'action hongkongais réalisé par Kant Leung et sorti en 1999 à Hong Kong.
C'est un film dérivé de la série des Young and Dangerous et centré sur le personnage de Tai Fei (Anthony Wong Chau-sang).

## Synopsis
Après que Tai Fei (Anthony Wong Chau-sang) ait obtenu le contrôle de North Point (en) dans Young and Dangerous 4, il découvre qu'il a un fils. Pire encore, que celui-ci est membre de la triade rivale de Tung Sing, qui s'occupe maintenant de trafic de drogue.

## Fiche technique
- Titre original : 古惑仔激情篇洪興大飛哥
- Titre international : The Legendary Tai Fei
- Réalisation : Kant Leung
- Scénario : Lee Siu-kei
- Production : Lee Siu-kei
- Société de production : Wong Jing's Workshop Ltd.
- Pays d'origine :  Hong Kong
- Langue originale : cantonais
- Format : couleur
- Genre : action et film de gangsters
- Durée : 82 minutes
- Dates de sortie :
  -  Hong Kong : 10 décembre 1999

## Distribution
- Anthony Wong Chau-sang : Tai Fei
- Teresa Mak : Kei
- Lam Tsz-sin (en) : Shin (crédité sous le nom d'Alex Lam)